# Ponta do Garajau
A Ponta do Garajau é um promontório situado na costa sul da ilha da Madeira, na freguesia do Caniço, concelho de Santa Cruz, a cerca de 8 km a leste do centro da cidade do Funchal. Aquela ponta marca o extremo leste da "baía do Funchal", oferecendo vistas panorâmicas de uma grande beleza cénica.
A Ponta do Garajau é conhecida pelo Cristo Rei da Ponta do Garajau, uma estátua do Cristo Rei, voltada para o mar e de braços abertos que a encima, monumento que constitui uma das mais conhecidas marcas arquitetónicas da costa sul madeirense.
A Ponta, conhecida dos britânicos por Brazen Head, serviu até à década de 1770 para o lançamento ao mar dos restos mortais dos residentes britânicos e de outras nacionalidade que não eram católicos romanos e faleciam na ilha. Apenas naquela década foi construído um cemitério protestante britânico, cessando aquele costume.
Na parte alta do promontório existiu um posto de vigia destinado a localizar baleias e cachalotes para baleação e na sua base, no sítio designado por Calhau do Garajau funcionou uma estação baleeira, com traiois destinados a aproveitar a gordura dos animais que eram caçados e rebocados para o local.
Hoje o local é coroado por um trilho pedonal e miradouro, sendo um dos mais interessantes pontos turísticos da ilha e um excelente local para observar aves marinhas. A Ponta está ligada à Praia do Garajau, situada numa pequena fajã existente na sua base leste, por um teleférico denominado Teleférico do Garajau (com 0,4 km de extensão).